# Joyce Lomalisa
Joyce Lomalisa Mutambala (né le 18 juin 1993 à l'époque au Zaïre et aujourd'hui en République démocratique du Congo) est un footballeur international congolais (RDC), qui joue au poste de défenseur. Il évolue actuellement au club tanzanien de Young Africans.

## Biographie

### Carrière en club
Il participe à la Ligue des champions d'Afrique avec l'AS Vita Club.
Lors du mercato estival 2016 il déclare être courtiser par des clubs français et belges mais reste finalement a V Club.
L'hiver 2016 il était courtiser par le TP Mazembe et un club de D2 turc selon un média congolais mais reste finalement dans son club pour avoir l'éspérance de disputer la CAN 2017.
En juillet 2017 il est courtiser par le Standard de Liège et par KSC Lokeren mais c'est finalement au Waasland-Beveren au ou il pose ces valises pour un test qui sera finalement non concluant.
Le 31 août 2017 il est prêté 1 ans avec option d'achat par l'Association sportive Vitoria Club au Royal Excel Mouscron,ce prêt intervient après une période d'essaie concluant.
Il dispute son premier match avec Mouscron en Jupiler Pro League le 9 septembre 2017 en entrant a la 72e minutes face au Club Bruges KV.

### Carrière en sélection
Il reçoit sa première sélection en équipe de RDC le 6 novembre 2015, en amical contre la Zambie (victoire 0-3).
Il participe au Championnat d'Afrique des nations 2016 organisé au Rwanda. La RDC remporte cette compétition en battant le Mali en finale. Il dispute ensuite la Coupe COSAFA 2016 qui se déroule en Namibie. La RDC se classe quatrième du tournoi.
En janvier 2017, il est retenu par le sélectionneur Florent Ibenge afin de participer à la Coupe d'Afrique des nations 2017 organisée au Gabon.

## Palmarès
| RD Congo - Championnat d'Afrique des nations (1) : - Vainqueur : 2016. |  | AS Vita Club - Championnat de la RDC (1) : - Champion : 2014-15. - Ligue des champions de la CAF : - Finaliste : 2014 - Supercoupe de la RD Congo (1) - Vainqueur : 2015 - Prix de la CAF du XI Africain 2016 |